# Keltek Basketball
O Keltek Basketball foi uma equipe brasileira de basquete masculino do Paraná.
Atualmente encontra-se inativo.

## História
A equipe foi fundada em 2004, na cidade de Curitiba, com o nome de PetroCrystal Basketball. No mesmo ano, sagrou-se campeã estadual pela primeira vez. Em 2005, antes de disputar o Campeonato Nacional, a equipe mudou-se para São José dos Pinhais e passou a ser chamada de Keltek Basketball/PetroCrystal. Na nova cidade, o time tornou-se bicampeão paranaense e conquistou o terceiro lugar na Nossa Liga de Basquetebol. Depois da competição, o time perdeu o patrocínio da Keltek e foi dissolvido.

## Títulos

### Estaduais
- Campeonato Paranaense: 2 vezes (2004 e 2005).